# Curling na Zimowych Igrzyskach Olimpijskich 1932
Wyniki rozgrywek curlingu na Zimowych Igrzyskach Olimpijskich w roku 1932. Była to dyscyplina pokazowa.
| M | Państwo           | Drużyna          | Zawodnik                                                        | Z | P |
| - | ----------------- | ---------------- | --------------------------------------------------------------- | - | - |
| 1 | Kanada            | Manitoba         | Eric F. Willis Robert B. Pow James L. Bowman William H. Burns   | 4 | 0 |
| 2 | Kanada            | Ontario          | Russel Hall Archibald Lockhart Frank P. McDonald Harvey J. Sims | 3 | 1 |
| 2 | Kanada            | Quebec           | Albert Maclaren John Leonard Howard T. Steward William Brown    | 3 | 1 |
| 4 | Stany Zjednoczone | Connecticut      | H. E. Burt Robert Pryde S. S. Curran A. R. Hatfield             | 2 | 2 |
| 4 | Kanada            | Northern Ontario | W. W. Thompson John Walker Peter Lyall E. F. George             | 2 | 2 |
| 6 | Stany Zjednoczone | Massachusetts    | F. R. Parks Charles Curtis George Willet A. S. Porter           | 1 | 3 |
| 6 | Stany Zjednoczone | New York         | C. B. Williams F. D. Peale G. B. Ogden J. W. Calder             | 1 | 3 |
| 8 | Stany Zjednoczone | Michigan         | W. H. Mormley E. R. Palmer Don Fraser George Lawton             | 0 | 4 |

Data: 4-5.02.1932

## Mecze
```
14 lutego 1932 New York – Northern Ontario 20:8
                 Quebec – Connecticut 14:12
                 Ontario – Michigan 21:7
                 Manitoba – Massachusetts 19:10
```

```
                 Quebec – New York 13:11
                 Connecticut – Northern Ontario 18:13
                 Ontario – Massachusetts 22:4
                 Manitoba – Michigan 22:12
```

```
15 lutego 1932 Northern Ontario – Massachusetts 21:7
                 Manitoba – Connecticut 15:14
                 Ontario – New York 18:11
                 Quebec – Michigan 15:6
```

```
                 Connecticut – Ontario 14:13
                 Massachusetts – Quebec 17:15
                 Northern Ontario – Michigan 19:11
                 Manitoba – New York 15:9
```